# Rue Belle-Paule
La rue Belle-Paule (en occitan : carrièra Bèla Paula) est une voie de Toulouse, chef-lieu de la région Occitanie, dans le Midi de la France.

## Situation et accès

### Description
La rue Belle-Paule est une voie publique de Toulouse. Elle se trouve dans le quartier de la Côte Pavée.
Elle naît perpendiculairement à l'avenue Jean-Rieux. Elle est longue de 179 mètres, rectiligne et d'une largeur régulière de 8 mètres, orientée au nord-est. Elle reçoit successivement la rue Comby, puis la rue Saint-Éphrem, et se termine au carrefour de la rue Paul-Bonamy.
La chaussée compte une seule voie de circulation en sens unique, de l'avenue Jean-Rieux vers la rue Paul-Bonamy. Elle appartient à une zone 30 et la vitesse y est limitée à 30 km/h. Il n'existe pas de bande, ni de piste cyclable, quoiqu'elle soit à double-sens cyclable.

### Voies rencontrées
La rue Belle-Paule rencontre les voies suivantes, dans l'ordre des numéros croissants (« g » indique que la rue se situe à gauche, « d » à droite) :
1. Avenue Jean-Rieux
2. Rue Comby (g)
3. Rue Saint-Éphrem (g)
4. Rue Paul-Bonamy

### Transports
La rue Belle-Paule n'est pas directement desservie par les transports en commun Tisséo. Elle débouche cependant sur l'avenue Jean-Rieux, parcourue par la ligne de Linéo L8. Elle se trouve également à proximité de la future station Côte-Pavée, sur la ligne de métro .
La station de vélos en libre-service VélôToulouse la plus proche est la station no 206 (20 avenue Armand-Leygue).

## Odonymie
La rue est nommée en hommage à Paule de Viguier (1518-1610), célèbre par sa beauté et surnommée la « Belle Paule ». Fille d'Étienne de Viguier et de Jacquette de Lancefoc, elle appartient à l'aristocratie toulousaine du XVIe siècle. Elle épouse Pierre de Baynaguet, conseiller au parlement, puis Philippe de Laroche, baron de Fontenilles. Elle possédait un hôtel particulier rue Temponières (actuel no 7). Elle est restée célèbre pour sa grande beauté et plusieurs légendes populaires restent attachées à sa personne : un tableau d'elle, réalisé par le peintre Henri Rachou orne les murs de la Salle des Illustres, au Capitole.

## Patrimoine et lieux d'intérêt

### Église Sainte-Thérèse-de-l'Enfant-Jésus
L'église paroissiale de la Côte Pavée est placée sous l'invocation de Thérèse de l'Enfant-Jésus – nom en religion de Thérèse de Lisieux, dont le culte est particulièrement populaire dans la première moitié du XXe siècle. Elle est construite à partir de 1932 sur les plans de l'architecte Augustin Callebat. Il fait appel à des artistes pour la décoration intérieure, particulièrement au maître-verrier Henri Guérin et aux mosaïstes Mauméjean.
L'église Sainte-Thérèse-de-l'Enfant-Jésus, dont le plan s'adapte à la forme de la parcelle, est orientée au sud-est. Elle est s'élève en retrait par rapport à l'alignement des façades, ménageant un petit parvis face au portail nord. L'intérieur s'organise sur un plan en croix latine : la nef, encadré de bas-côtés, mène au chœur.

### Cité Belle-Paule
La cité Belle-Paule est construite entre 1952 et 1956 par l'entreprise Déromédi sous la direction de l'architecte Robert-Louis Valle, représentatif du mouvement moderne toulousain. Elle se compose de douze immeubles de logements, pour un total de 350 logements, d'un petit centre commercial et d'une chaufferie, disposés autour du chemin du Coin-de-la-Moure, des rues Paul-Bonamy, du Soleil-Levant et du Sergent-Vigné,.
Les immeubles de logements s'élèvent sur six niveaux : un sous-sol semi-enterré, un rez-de-chaussée surélevé et quatre étages. Le niveau de sous-sol, éclairé de petites fenêtres, est mis en valeur par un parement de moellons de pierre de tailles différentes. Aux niveaux supérieurs, les façades sont habillées de plaques de gravier. L'uniformité est rompue par l'alternance des fenêtres, de tailles différentes, simples ou jumelles, dont l'encadrement en saillie est en béton enduit, et des balcons, également en béton enduit, ainsi que les pignons qui sont couverts d'un plaquis de brique. Les logements sont variés, du T2 au T5, en partie en copropriété privée et en partie sociaux.
- no  11 : immeuble[6].
- no  34 : immeuble[7].

### Maisons
- no  14 : maison toulousaine (deuxième moitié du XIXe siècle)[8].
- no  22 : maison toulousaine (deuxième moitié du XIXe siècle)[9].
- no  28 : maison toulousaine (deuxième moitié du XIXe siècle)[10].
- no  30 : maison (deuxième moitié du XIXe siècle)[11].